# 內埤

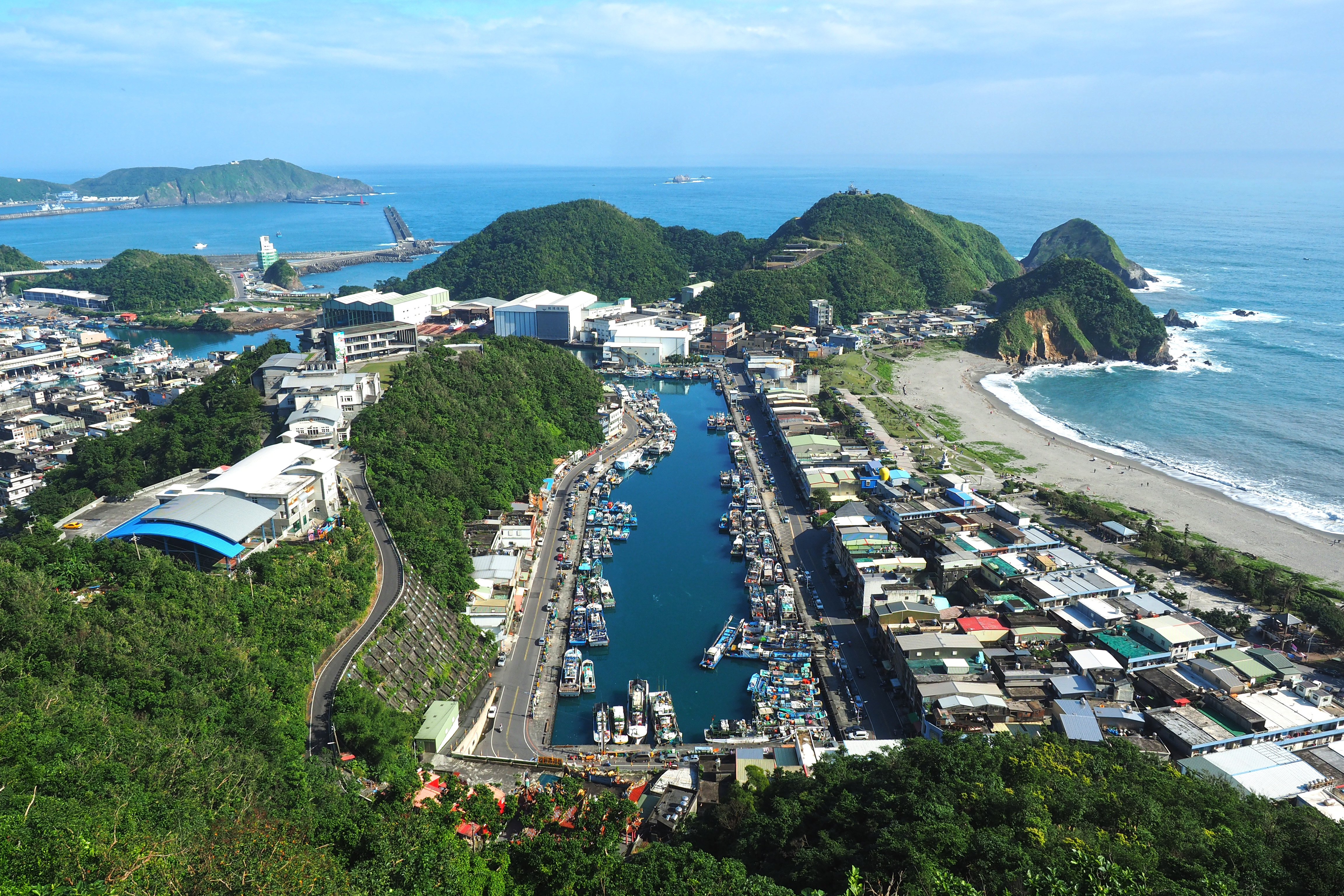
內埤漁港與內埤海灘

內埤位於台灣宜蘭縣南方澳一帶，包括了「內埤漁港」與石礫砂地形的「內埤海灘」。

## 地理
1959年內埤潟湖溼地擴建為漁港的工程竣工，稱為內埤漁港，為南方澳第二漁港區。漁港外側為沙丘堤岸的內埤海灘所圍繞，往外即為太平洋深海。內埤海灘在蘇花公路起點3公里處旁，海灘形狀為弧形，地質上有兩種組成，主要為細砂石礫混積而成的海灘的海積地形；往南方則出現海岬、海底岩礁、海蝕崖等海蝕地形，其高處即為蘇花公路的峭壁地形。
內埤海灣屬於典型的陡降型海灘，雖被闢為景觀公園，卻為政府長年列管「危險海域」，不宜戲水。離岸僅數尺 (數米) 即跌落隱藏的暗溝至百米深海，沿岸常有洶湧的反捲流長浪，容易反應不及將人捲離外海，為溺水意外高發地區，除了當地人不下水外、遊人亦應遠離海岸邊。

## 相關事件
- 2006年12月24日一艘馬爾他籍的貨輪「吉尼號」在南方澳沿岸海域擱淺，並漏出一百一十多公噸的燃油。浮油污染對於內埤海灘一帶生態與景觀造成破壞。[永久]

## 鄰近地標
- 南方澳
- 豆腐岬
- 南方澳觀海寺

## 外部連結
- 內埤海灘：東北角暨宜蘭海岸國家風景區 （页面存档备份，存于）
- 內埤海灣風景區 （页面存档备份，存于）